# Janine Dacosta
Janine Dacosta (* 19. März 1923 in Bordeaux; † 13. März 2021) war eine französische Pianistin.

## Leben und Werk
Janine Dacosta studierte zunächst bei Joseph Thibaud in ihrer Geburtsstadt Bordeaux Klavier. Nachdem sie den Premier Prix am Konservatorium in Bordeaux erhalten hatte, studierte sie am Conservatoire National in Paris bei Lazare Lévy und nach ihrem Abschluss bei Yves Nat, ebenfalls in Paris. Sie studierte auch bei Ilonka Deckers-Küszler in Mailand. Janine Dacosta gewann 1951 den ersten Preis für Klavier beim Internationalen Long-Thibaud-Crespin-Wettbewerb. 
1961 ließ sich Dacosta in den Niederlanden nieder und zog nach Middelburg. Neben ihrer Tätigkeit als Konzertpianistin wirkte sie als Dozentin für Klavier am Königlichen Konservatorium in Den Haag. 
Dacosta war auch im Bereich der Kammermusik tätig. Für einige Jahre bildete sie mit dem Geiger Theo Olof ein Duo. Sie gründete mit dem Pianisten und Organisten Leen de Broekert (1949–2009) ein Duo für vierhändiges Klavier, mit dem sie auf dem Label Zefirrecords die Werke von Franz Schubert für Klavier zu vier Händen aufnahm.
Dacosta gab international zahlreiche Konzerte. Sie war häufig über Radio und Fernsehen mit ihren Konzerten zu hören. Sie hat mit Dirigenten wie  Charles Munch, Ferenc Fricsay, Willem van Otterloo, Rafael Kubelík, Eduard van Beinum, Eugen Jochum, Colin Davis, Edo de Waart, Anton Kersjes und David Zinman zusammengearbeitet.